# ترك كلا (بالا خيابان ليتكوة)
ترك کلا (بالفارسية: ترک‌کلا) هي قرية تقع في إيران في قسم بالا خیابان لیتکوة الريفي. يقدر عدد سكانها بـ 1,032 نسمة .